# 郭有
郭有（1927年10月24日—），香港足球運動員，司職後衛。發跡於澳門，職業生涯主要於港甲傑志、南華、東華、光華、東方、加山度過，生涯出賽389場攻入144球。他也曾為香港與中華民國上陣，並代表中華民國參加1958年亞洲運動會、1960年夏季奧林匹克運動會、1960年亞足聯亞洲盃、1966年亞洲運動會等賽事。兄郭石、弟郭錦洪也是足球運動員。